# Phanoperla amorpha
Phanoperla amorpha és una espècie d'insecte plecòpter pertanyent a la família dels pèrlids. Es troba a l'Índia: Assam i Manipur.